# Hahnodontidae
De Hahnodontidae zijn een familie van uitgestorven zoogdieren uit de Haramiyida die tijdens het Vroeg-Krijt  in Noord-Amerika en Afrika leefden.
Aanvankelijk werd de Hahnodontidae ingedeeld bij de Multituberculata. De fossiele vondst van Cifelliodon leidde tot nieuwe inzichten en de familie wordt sindsdien beschouwd als late vertegenwoordigers van de Haramiyida.